# Olugbenga Agboola
Olugbenga Agboola est un entrepreneur nigérian; cofondateur de Flutterwave.

## Biographie

### Carrière
Il est le cofondateur Flutterwave, une licorne africaine,,.